# Pacifico Barilari
Pacifico Barilari (Pesaro, 1813 – Pesaro, 7 gennaio 1898) è stato un matematico, idrologo e ingegnere idraulico italiano.

## Biografia

La livellazione del fiume Po (1877)

Iniziò come responsabile dello stato Pontificio per il fiume Po.

Nel 1860 divenne ispettore del Genio civile a Torino, poi a Roma fu presidente del Consiglio Superiore dei Lavori Pubblici.
Nel 1873 divenne Socio dell'Accademia Nazionale dei Lincei.

Nel 1874 e 1875 sotto la sua supervisione venne effettuato il rilievo completo del bacino del fiume Po.
Un incarico di prestigio internazionale lo ebbe nell'impero austro-ungarico nel 1879 presiedendo la Commissione Internazionale per la difesa idraulica di Seghedino attualmente in Ungheria.

## Opere
- Sul Reno e sui provvedimenti da adottarsi, Ferrara, Bresciani, 1858.
- La piena del Reno bolognese del 27 dicembre 1859 e la rotta al froldo Passerino, Ferrara, Bresciani, 1860.
- Sul porto di Pesaro. Al signor Ministro dei lavori pubblici, Firenze, G. Barbera, 1868.
- Elogio di Maurizio Brighenti, Firenze, Tipografia e litografia del Giornale del Genio civile, 1871.
- Intorno ai provvedimenti per liberare la città di Roma dalle inondazioni del Tevere e al modo di mandarli ad effetto, in Nuova Antologia, Firenze, luglio 1872.
- Le inondazioni in Italia, in Nuova Antologia, Firenze, novembre 1872.
- La livellazione del fiume Po, Roma, Salviucci, 1877.
- Sulle relazioni per gli studi sulla Tisza, sul Danubio e sulle difese alla città di Szeghedino, Roma, Salviucci, 1880.